# Billy Unger
William „Billy” Unger Brent (Palm Beach megye, Florida, 1995. október 15. –) amerikai színész.

## Élete és pályafutása
Billy Unger vagy más néven William Brent 1995. október 15-én született Florida államban Karley és William Unger második gyermekeként. Van egy nővére, Erin, és egy öccse, Eric. 2006-ban családjával elköltöztek Hollywoodba. Billy már kiskora óta modellkedik, és már kilencéves korában eldöntötte, hogy megpróbálkozik a színészkedéssel is. Testvéreivel több színjátszóiskolának is tagja volt. A középiskolában az érettségit három évvel idő előtt, 16 éves korában, 2011 júliusában tette le. Két gyereke született.
2012 és 2016 között a Laborpatkányok című sorozatban szerepelt. 2016-ban pedig a  Laborpatkányok: Az elit csapat című sorozatban.

## Filmográfia

### Film
| Év   | Magyar cím                            | Eredeti cím                                       | Szerep                  | Magyar hang        |
| ---- | ------------------------------------- | ------------------------------------------------- | ----------------------- | ------------------ |
| 2012 |                                       | The Lost Medallion: The Adventures of Billy Stone | Billy Stone             |                    |
| 2010 | Már megint Te?!                       | You Again                                         | Ben Olsen               | Ducsai Ábel        |
| 2010 | Sammy nagy kalandja – A titkos átjáró | A Turtle's Tale: Sammy's Adventures               | Sammy (hang)            |                    |
| 2010 |                                       | Monster Mutt                                      | Zack Taylor             |                    |
| 2010 | Az égig érő paszuly                   | Jack and the Beanstalk                            | Charming herceg         |                    |
| 2009 | Crank 2. – Magasfeszültség            | Crank: High Voltage                               | Chev Chelios fiatalon   |                    |
| 2008 | Ha a gyerek az úr                     | Opposite Day                                      | Sammuel " Sammy" Benson | Ducsai Ábel        |
| 2008 | Négylábú nyomozó                      | Cop Dog                                           | Robby North             | Berecz Kristóf Uwe |
| 2008 |                                       | Rock Slyde                                        | Rock Slyde fiatalon     |                    |
| 2007 | A nemzet aranya: Titkok könyve        | National Treasure: Book of Secrets                | Charles Gates           |                    |
| 2007 |                                       | Seven's Eleven: Sweet Toys                        | Frankie                 |                    |

### Televízió
| Év        | Magyar cím                         | Eredeti cím                             | Szerep                          | Megjegyzések                                                           |
| --------- | ---------------------------------- | --------------------------------------- | ------------------------------- | ---------------------------------------------------------------------- |
| 2016      | Laborpatkányok: Az elit csapat     | Lab Rats: Elite Force                   | Chase Davenport                 | főszereplő magyar hangja Penke Bence                                   |
| 2012      | Zsenipalánták                      | A.N.T. Farm                             | Neville                         | 1 epizód                                                               |
| 2012      | Harcra fel!                        | Kickin' It                              | Brody                           | 1 epizód                                                               |
| 2012–2016 | Laborpatkányok                     | Lab Rats                                | Chase Davenport                 | főszereplő magyar hangja Ungvári Gergő (1. hang) Penke Bence (2. hang) |
| 2011      | Pecatanya                          | Fish Hooks                              | Bradley "Brad" Kingstone (hang) | 2 epizód                                                               |
| 2011      |                                    | No Ordinary Family                      | Troy Cotten                     | 1 epizód                                                               |
| 2010      | Sonny, a sztárjelölt               | Sonny with a Chance                     | Wesley                          | 1 epizód                                                               |
| 2010      | Szellemekkel suttogó               | Ghost Whisperer                         | Pete Murphy                     | 1 epizód                                                               |
| 2009      |                                    | 'Hawthorne                              | Sam                             | 1 epizód                                                               |
| 2009      |                                    | Mental                                  | Conor Stephens                  | 1 epizód                                                               |
| 2008      | Family Guy                         | Family Guy                              | további hang                    | 1 epizód                                                               |
| 2008      | Oso különleges ügynök              | Special Agent Oso                       | Michael (hang)                  | 1 epizód                                                               |
| 2008      | Terminátor – Sarah Connor krónikái | Terminator: The Sarah Connor Chronicles | Martin "Marty" Bedell           | 1 epizód                                                               |
| 2008      |                                    | Can You Teach My Alligator Manners?     | Eric                            | 2 epizód                                                               |
| 2008      | A médium                           | Medium                                  | Teddy Carmichael                | 1 epizód                                                               |
| 2007      | Született feleségek                | Desperate Housewives                    | Chad / Jeremy McMullin          | 2 epizód                                                               |
| 2007      | Döglött akták                      | Cold Case                               | Jeff Reed                       | 1 epizód                                                               |
| 2007      | Dokik                              | Scrubs                                  | Devin                           | 1 epizód                                                               |